# Uniwersytet w Tartu
Uniwersytet w Tartu (est. Tartu Ülikool, łac. Universitas Tartuensis), dawniej Uniwersytet Dorpacki – publiczny uniwersytet założony w 1632 w Tartu.

## Historia

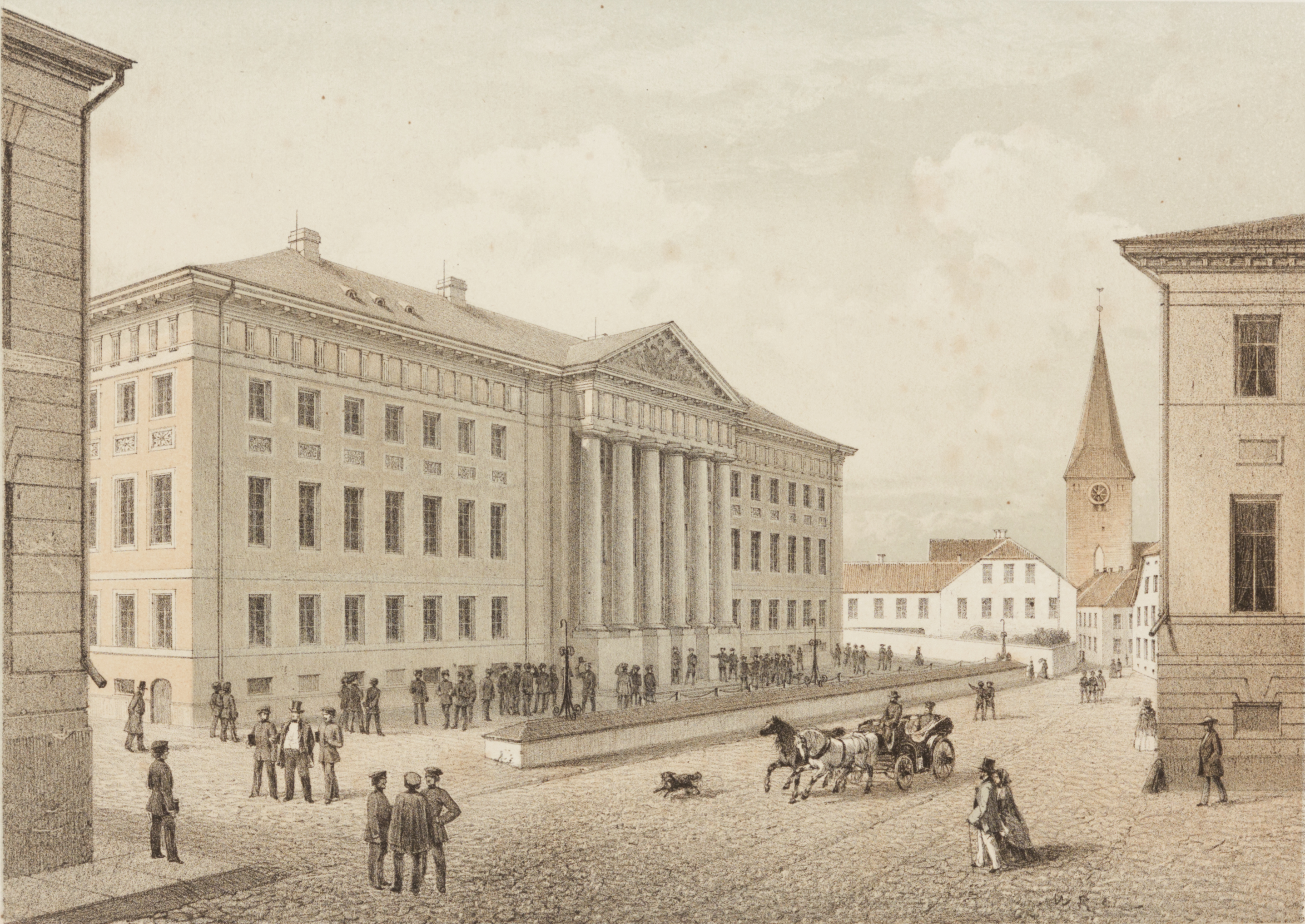
Uniwersytet w Tartu, 1860

Uniwersytet został utworzony w 1632 przez króla Szwecji Gustawa Adolfa jako Universitas Gustaviana, powstał na fundamentach jezuickiego Gymnasium Dorpatense, utworzonego przez Stefana Batorego w 1583, istniejącego do 1601 roku. Po krótkiej przerwie w czasie II wojny północnej uczelnia została reaktywowana w 1690 przez króla Szwecji Karola XI pod nazwą Universitas Gustaviana-Carolina. Później uniwersytet został przeniesiony do Parnawy. W 1802 na rozkaz cara Rosji Aleksandra I uczelnia powróciła do Dorpatu (współcześnie Tartu) jako Cesarea Universitas Dorpatiensis, gdzie działa do dziś. W latach 1898–1918 miała nazwę Uniwersytet Jurjewski (w związku z przemianowaniem Dorpatu na Jurjew). Językiem wykładowym uczelni był niemiecki, zaś od 1882 zaczęła się rusyfikacja przedmiotów, ostatecznie weszła ona w życie do 1898. Od 1919 do dziś językiem wykładowym jest estoński, choć w okresie okupacji sowieckiej, część przedmiotów wykładano po rosyjsku.
Uniwersytet Dorpacki zarówno pod rządami szwedzkimi, jak i przez większość okresu rządów carskich posiadał dużą autonomię w zakresie doboru kadr i kształcenia, a nawet utrzymywania policji uczelnianej, zastępującej w znacznym stopniu policję carską. Był też jedyną na terenie państwa rosyjskiego uczelnią kształcącą teologów (w tym pastorów) protestanckich. Od 1831, w związku z likwidacją przez władze carskie Uniwersytetu Wileńskiego i Uniwersytetu Warszawskiego, stał się głównym miejscem studiów Polaków z zaboru rosyjskiego, zarówno ze względu na przychylne Polakom stanowisko władz uczelni, jak i na opinię o wysokim poziomie kształcenia.
W czasach radzieckich Uniwersytet znany był przede wszystkim jako ośrodek radzieckiej myśli semiotycznej (tartuska szkoła semiotyki kultury).

## Znani absolwenci
- Wilhelm Ostwald – Laureat Nagrody Nobla w dziedzinie chemii,
- Władimir Dal – leksykograf,
- Siim Kallas – Wiceprzewodniczący Komisji Europejskiej[1],
- Jaan Kross – poeta,
- Hans Kauri – wybitny zoolog i polityk,
- Johann Friedrich von Eschscholtz – lekarz, botanik, zoolog[2],
- Władysław Walewski – polski ziemianin, przy jego pomocy finansowej Filip Sulimierski rozpoczął wydawanie Słownika geograficznego Królestwa Polskiego i innych krajów słowiańskich,
- Roman Leibov – estoński filolog, krytyk literacki i pisarz, jeden z pionierów rosyjskiego Internetu[3].

## Wykładowcy
- Emil Kraepelin – psychiatra, twórca klasyfikacji chorób psychicznych[4],
- Jurij Łotman – teoretyk kultury,
- Adolph Wagner – ekonomista i polityk,

## Uniwersytet a Polacy
Uczelnia odegrała bardzo dużą rolę w kształceniu Polaków z zaboru rosyjskiego, po zlikwidowaniu przez Rosję uczelni w Rzeczypospolitej. W odróżnieniu od innych uczelni na ziemiach należących w tym czasie do Rosji, Uniwersytet Dorpacki prowadził liberalną politykę i unikał dyskryminacji Polaków. Ukończyli go między innymi Władysław Walewski, Tytus Chałubiński i Kazimierz Krzywicki.
Na Uniwersytecie Dorpackim w 1828 roku powstała najstarsza polska korporacja akademicka Konwent Polonia.
W roku akademickim 1931/1932 tytuł doktora honoris causa Uniwersytetu w Tartu otrzymał prof. Bronisław Rydzewski.